# Scheepjeswolharmonie
De Scheepjeswolharmonie was een muziekvereniging in Veenendaal.

## Geschiedenis
De harmonie werd opgericht op 2 januari 1897 als onderdeel van de Scheepjeswolfabrieken. Na de oprichting maakte ook enige tijd een zangkoor deel uit van de vereniging. In de jaren 50 kreeg de vereniging landelijke bekendheid door radio-optredens. Het was een van de eerste muziekgezelschappen in Nederland die zich ging bezighouden met een muzikale loopshow, zoals bekend is van taptoes. De vereniging heeft bestaan uit een tamboer- en trompetterkorps, harmonieorkest en majorettepeloton. Toen de Scheepjeswolfabriek in 1986 failliet ging, is de vereniging zelfstandig verder gegaan.
Na een periode van afwezigheid op straat, heeft men in 1992 de draad op het gebied van mars en show weer opgepakt en ging men optreden bij taptoes, corso's en parades. Vanaf die tijd begon ook de slagwerkgroep zich te ontwikkelen tot een malletband.
Van 1992 tot en met 2002 trad het korps op met een jaarlijks wisselende gevarieerde show. Daarna is gekozen voor een speciaal voor het korps ontwikkelde en gearrangeerde themashow waar men een aantal jaren mee optreedt. Van 2003 tot en met 2006 was dit de show "Classics Forever!" en van 2007 tot en met 2010 de show "Nederpop". De show "Zelfs Haar Naam is Mooi" werd van 2011 tot en met 2013 uitgevoerd. In 2014 werd een tussenshow "Ode aan 50 jaar Taptoe" gebracht. Van 2015 tot en met 2017 werd het thema "Mari-Team". De muziek van de themashows werd geschreven door Leo Simons, die in deze periode dirigent was.
Het ledental van de gehele vereniging liep sinds het jaar 2000 (meer dan 120 leden) sterk terug. In 2014 verdwenen de majorettes en daarna de mallets van de slagwerkgroep. Het orkest van de Scheepjeswolharmonie deed sinds 2018 geen shows en marsoptredens meer. Wegens sloop van hun gebouw dreigde de harmonie in 2019 dakloos te worden. Na een oproep in de politiek werd een nieuw onderkomen gevonden waar de harmonie sinds januari 2020 actief was.
Eind 2021 is de Scheepjeswolharmonie – met 124 jaar de oudste muziekvereniging van Veenendaal – opgehouden te bestaan. Het ledenaantal was te gering en er kwam geen nieuwe aanwas.

## CD's
2001: In Cooperation